# Siete de Julio
Siete de Julio (span. für „7. Juli“) ist eine Ortschaft und eine Parroquia rural („ländliches Kirchspiel“) im Kanton Shushufindi der ecuadorianischen Provinz Sucumbíos. Die Parroquia besitzt eine Fläche von 121,28 km². Beim Zensus im Jahr 2010 wurden 3813 Einwohner gezählt. Für 2015 wurde eine Einwohnerzahl von 4301 prognostiziert. Die Bevölkerung besteht zu etwa 86 Prozent aus Mestizen.

## Lage
Die Parroquia Siete de Julio liegt im Amazonastiefland. Das Gebiet liegt in Höhen zwischen 280 m und 320 m. Der Río Eno fließt entlang der nördlichen Verwaltungsgrenze nach Osten. Der Río Jivino Verde begrenzt das Areal im äußersten Süden. Der Hauptort befindet sich 15 km westlich vom Kantonshauptort Shushufindi. Der Ort liegt an einer Nebenstraße, die Shushufindi mit der weiter westlich verlaufenden Fernstraße E45A (Nueva Loja–Puerto Francisco de Orellana) verbindet.
Die Parroquia Siete de Julio grenzt im Norden an die Parroquias El Eno und Dureno (beide im Kanton Lago Agrio), im Osten an die Parroquia Shushufindi, im äußersten Süden an die Provinz Orellana mit der Parroquia Enokanqui (Kanton La Joya de los Sachas) sowie im Westen an die Parroquia San Pedro de los Cofanes.

## Geschichte
Die Gründung der Parroquia Siete de Julio wurde am 9. Mai 1989 im Registro Oficial N° 186 bekannt gemacht und damit wirksam.´